# Château de la Payennière
Le château de la Payennière est une ancienne demeure normande de l'époque moderne située entre les communes d'Épouville et de Montivilliers, sur les hauteurs de la rive gauche de la Lézarde, tombée en ruines après la Seconde Guerre Mondiale et rasée en 1978.

## Histoire
Selon Auguste Lechevalier, les origines du château remonteraient au XVIe siècle, du fait d'un acte de baptême daté de 1581 citant un certain M. Payen de la Panière, parrain de l'enfant, et dont la famille donna son nom au domaine,.
En 1821, l'écuyer qui habitait au château, M. Dambrin de Clamesnil, demande à construire un moulin à blé et un autre à papier sur la Lézarde, sur des terres qui lui appartenaient.
Dans son édition du 1er août 1899, le journal L'Universel raconte une fête à vocation missionnaire organisée au château par la propriétaire, Mme Trocmé. L'article décrit de charmantes pelouses, de beaux arbres, quelques dépendances et une rivière coulant au bas d'un bosquet. Le domaine comportait aussi un colombier.
Après la Seconde Guerre mondiale, le château tombe en ruines. Jusque dans les années 1970, il était possible de voir la dernière tour émergeant de la végétation environnante. En 1978, les derniers vestiges de la bâtisse furent finalement détruits.